# Кон (Гар)
Кон (фр. Comps) насеље је и општина у јужној Француској у региону Лангдок-Русијон, у департману Гар која припада префектури Ним.
По подацима из 2011. године у општини је живело 1654 становника, а густина насељености је износила 192,33 становника/km². Општина се простире на површини од 8,6 km². Налази се на средњој надморској висини од 10 метара (максималној 150 m, а минималној 6 m).

## Демографија
| 1962. | 1968. | 1975. | 1982. | 1990. | 1999. | 2011. |
| ----- | ----- | ----- | ----- | ----- | ----- | ----- |
| 572   | 772   | 813   | 1.239 | 1.435 | 1.483 | 1.654 |

График промене броја становника у току последњих година